# Parafia śś. Apostołów Tadeusza i Szymona w Soczi
Parafia śś. Apostołów Tadeusza i Szymona w Soczi – rzymskokatolicka parafia znajdująca się w Soczi, w diecezji św. Klemensa w Saratowie w dekanacie krasnodarskim.

## Historia
Brak danych o wspólnocie katolickiej w przedrewolucyjnym Soczi. Po upadku Związku Sowieckiego, w 1997 powstała parafia rzymskokatolicka w Soczi. Kościół poświęcił w 1998 biskup pomocniczy siedlecki Henryk Tomasik.